# Čreškova
Čreškova – wieś w Słowenii, w gminie Vojnik. W 2018 roku liczyła 99 mieszkańców.